# Bombus transversalis
Bombus transversalis — вид перетинчастокрилих комах роду джміль (Bombus) родини бджолиних (Apidae).

## Поширення
Bombus transversalis широко поширений у Південній Америці з півночі материка до центральної Болівії. Він існує в тропічних дощових низинних лісах у басейні річки Амазонка. Зустрічається у Болівії (департаменти Кочабамба, Ель-Бені, Ла-Пас і Санта-Крус), Бразилії (штати Акрі, Амапа, Амазонас, Мату-Гросу, Пара і Рондонія), Колумбії (Амазонас і Столичний округ), Перу (провінції Амазонас, Уануко, Хунін, Лорето, Мадре-де-Діос, Паско і Укаялі), Еквадорі (Кіто), Французькій Гвіані (Сен-Лоран-дю-Мароні), Гаяні, Суринамі (Маровейне) і Венесуелі (штат Болівар).